# ГЕС Blåfalli VIK
ГЕС Blåfalli VIK — гідроелектростанція на півдні Норвегії за сім десятків кілометрів на південний схід від Бергену. Знаходячись після ГЕС Blåfalli III H, становить нижній ступінь гідровузла, який використовує ресурс зі сточища кількох річок, що течуть до периферійних заток на південній стороні Гардангер-фіорду.
У кінці 1940-х у сточищі Blåelva (тече до Matersfjorden, який з'єднується з Гардангер-фіордом через Skanevifjorden та Bjoafjorden) почалось створення гідровузла, дві нижні станції якого Blåfalli II та Blåfalli I використовували падіння на ділянці від озера Fjellhaugvatn до фіорду. У 2007-му їх замінили однією новою ГЕС Blåfalli VIK.
Створене на Blåelva за допомогою насипної греблі водосховище Fjellhaugvatn має корисний об'єм 22,4 млн м3, що забезпечується коливання рівня між позначками 345 та 375 метрів НРМ. З нього прокладено підвідний дериваційний тунель довжиною близько 4 км, який на своєму шляху сполучений із водозабором на Fossabekken, лівому допливі короткої річки Opstveitvassdraget, яка впадає до Matersfjorden південніше від Blåelva.
Основне обладнання станції становить одна турбіна типу Френсіс потужністю 230 МВт, яка використовує напір до 375 метрів та забезпечує виробництво 712 млн кВт·год електроенергії на рік (це на 150 МВт та 110 млн кВт·год більше, аніж сумарний показник виведених з експлуатації Blåfalli II та Blåfalli I).
Відпрацьована вода по відвідному тунелю довжиною менш ніж 1 км транспортується до Matersfjorden.